# Maják Viirelaiu
Maják Viirelaiu (estonsky: Viirelaiu tuletorn) stojí na ostrově Viirelaid v obci Hanila v kraji Läänemaa v Baltském moři v Estonsku. Je ve správě Estonského úřadu námořní dopravy (Veeteede Amet, EVA), kde je veden pod registračním číslem 785.
Společně s Majákem Virtsu naviguje lodi přes průliv Suur väin.

## Historie
První maják byl na ostrově postaven v roce 1836 a další dřevěný v roce 1857. Kvůli časté údržbě bylo rozhodnuto postavit nový maják kovový.
Litinový maják byl postaven v roce 1881. Tvořily ho dva soustředné válce s točitým schodištěm v prostoru mezi nimi. Na tubusech byla uložena platforma s ochozem a lucernou. Zvenčí byl tubus zpevněn osmi svislými žebry. Maják měl šedou barvu, lucerna byla červená. U majáku byly postaveny obytné budovy, sklad petroleje, sauna, sklep a pomocné budovy, později i mlhová siréna. V období druhé světové války byl maják těžce poškozen. Po válce vnější tubus pokryli betonovou vrstvou 10 až 12 cm tlustou, byl instalován nový ochoz a lucerna. V roce 1960 byla postavena budova pro generátor. V roce 1995 byl maják automatizován a svítilna byla převedena na napájení ze slunečních panelů a větrné elektrárny.

## Popis
Válcová železobetonová věž vysoká 11 metrů je ukončena ochozem a lucernou. Maják má červenou barvu. Lucerna je vysoká 1,5 m. Maják prošel modernizací v roce 2004 a v roce 2018 byla instalována nová technologie s LED lampami.

## Data
Zdroje uvádějí nádledující parametry:
- výška světla 15 m n. m.
- záblesk bílého a červeného světla v intervalu 8 sekund

| Barva                      | bílá        | červená   | Zdroj |
| Charakteristika 1,5+6,5=8s |             |           | [ 3 ] |
| Azimut                     | 163,0°–349° | 349°–163° | [ 3 ] |
| Výseč                      | 186°        | 174°      | [ 3 ] |
| Dosvit [nm]                | 9           | 9         | [ 3 ] |
| Svítivost [[cd]]           | 1500        | 1500      | [ 3 ] |

Označení majáku:
- Admiralty: C3636
- ARLHS: EST-060
- NGA: 12516
- EVA 785

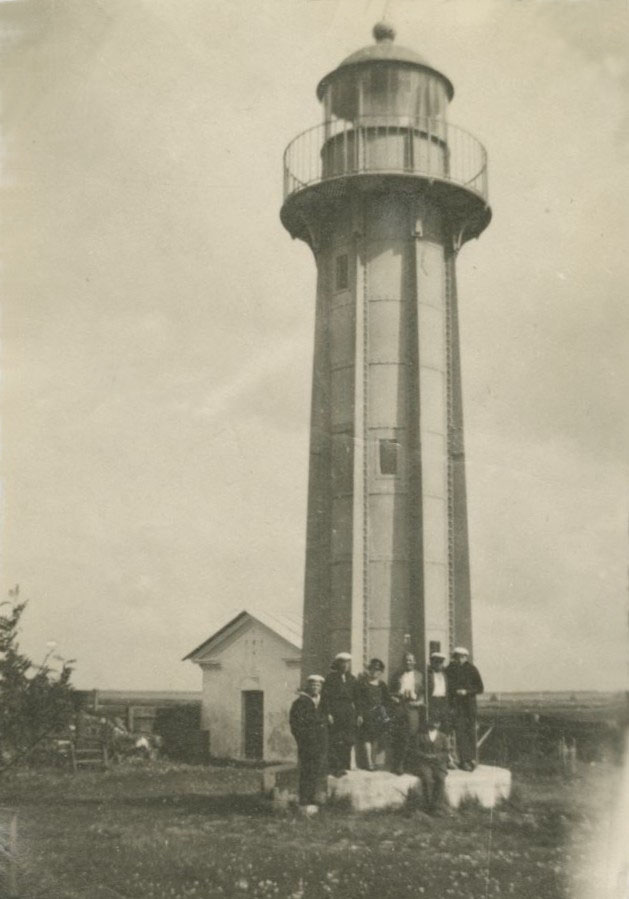
Maják v roce 1927